# Szymon Matuszek
Szymon Matuszek (ur. 7 stycznia 1989 w Cieszynie) – polski piłkarz grający na pozycji pomocnika. Wychowanek Wodzisławskiej Szkoły Piłkarskiej Wodzisław Śląski.

## Życiorys
Występował w drużynie Realu Madryt C, do której przeszedł z Union Deportivo Horadada w styczniu 2007. Później grał w barwach Jagiellonii Białystok, w której występował z numerem 14. 29 sierpnia 2009 podpisał roczny kontrakt z Piastem Gliwice z opcją przedłużenia o trzy lata. W lutym 2011 roku został wypożyczony do Chojniczanki Chojnice. Po okresie gry w II lidze powrócił do Piasta, gdzie pełnił rolę rezerwowego. W lutym 2012 roku Matuszek został wypożyczony do Wisły Płock, gdzie zagrał tylko 3 mecze, a klub nie utrzymał się w rozgrywkach. Latem 2012 roku trafił do Dolcanu Ząbki, gdzie już na początku dostał szansę na regularne występy. W zespole z Mazowsza rozegrał łącznie 110 oficjalnych spotkań, strzelając w nich 13 bramek. 22 grudnia 2015 roku pomyślnie przeszedł testy medyczne w ekstraklasowym Górniku Zabrze, a dzień później podpisał kontrakt obowiązujący do 30 czerwca 2017 roku z opcją przedłużenia o kolejny rok. Po odejściu Adama Dancha był kapitanem zespołu z Zabrza. W lipcu 2020 odszedł z Górnika, natomiast 4 sierpnia został piłkarzem Miedzi Legnica. W Miedzi również objął funkcję kapitana zespołu.
W 2008 grał w Reprezentacji Polski do lat 19.

## Statystyki klubowe
Aktualne na 12 listopada 2020:
| Klub                  | Sezon              | Liga               | Liga  | Liga   | Puchar kraju | Puchar kraju | Puchar Ekstraklasy | Puchar Ekstraklasy | Suma  | Suma   |
| Klub                  | Sezon              | Liga               | Mecze | Bramki | Mecze        | Bramki       | Mecze              | Bramki             | Mecze | Bramki |
| --------------------- | ------------------ | ------------------ | ----- | ------ | ------------ | ------------ | ------------------ | ------------------ | ----- | ------ |
| Jagiellonia Białystok | 2008/2009          | Ekstraklasa        | 15    | 1      | 1            | 0            | 4                  | 0                  | 20    | 1      |
| Jagiellonia Białystok | Ogólnie            | Ogólnie            | 15    | 1      | 1            | 0            | 4                  | 0                  | 20    | 1      |
| Piast Gliwice         | 2009/2010          | Ekstraklasa        | 9     | 0      | 1            | 0            | –                  | –                  | 10    | 0      |
| Piast Gliwice         | 2010/2011 j        | I liga             | 1     | 0      | 1            | 0            | –                  | –                  | 2     | 0      |
| Piast Gliwice         | 2011/2012 j        | I liga             | 12    | 0      | 1            | 0            | –                  | –                  | 13    | 0      |
| Piast Gliwice         | Ogólnie            | Ogólnie            | 22    | 0      | 3            | 0            | 0                  | 0                  | 25    | 0      |
| Chojniczanka Chojnice | 2010/2011 w        | II liga            | 10    | 1      | 0            | 0            | –                  | –                  | 10    | 1      |
| Chojniczanka Chojnice | Ogólnie            | Ogólnie            | 10    | 1      | 0            | 0            | 0                  | 0                  | 10    | 1      |
| Wisła Płock           | 2011/2012 w        | I liga             | 3     | 0      | 0            | 0            | –                  | –                  | 3     | 0      |
| Wisła Płock           | Ogólnie            | Ogólnie            | 3     | 0      | 0            | 0            | 0                  | 0                  | 3     | 0      |
| Dolcan Ząbki          | 2012/2013          | I liga             | 27    | 1      | 1            | 0            | –                  | –                  | 28    | 1      |
| Dolcan Ząbki          | 2013/2014          | I liga             | 33    | 4      | 1            | 0            | –                  | –                  | 34    | 4      |
| Dolcan Ząbki          | 2014/2015          | I liga             | 29    | 4      | 1            | 0            | –                  | –                  | 30    | 4      |
| Dolcan Ząbki          | 2015/2016 j        | I liga             | 16    | 1      | 2            | 3            | –                  | –                  | 18    | 4      |
| Dolcan Ząbki          | Ogólnie            | Ogólnie            | 105   | 10     | 5            | 3            | 0                  | 0                  | 110   | 13     |
| Górnik Zabrze         | 2015/2016 w        | Ekstraklasa        | 11    | 0      | 0            | 0            | –                  | –                  | 11    | 0      |
| Górnik Zabrze         | 2016/2017          | I liga             | 29    | 3      | 2            | 0            | –                  | –                  | 31    | 3      |
| Górnik Zabrze         | 2017/2018          | Ekstraklasa        | 34    | 3      | 7            | 2            | –                  | –                  | 41    | 5      |
| Górnik Zabrze         | 2018/2019          | Ekstraklasa        | 29    | 0      | 2            | 1            | –                  | –                  | 31    | 1      |
| Górnik Zabrze         | 2019/2020          | Ekstraklasa        | 21    | 2      | 2            | 0            | –                  | –                  | 23    | 2      |
| Górnik Zabrze         | Ogólnie            | Ogólnie            | 124   | 8      | 13           | 3            | 0                  | 0                  | 137   | 11     |
| Miedź Legnica         | 2020/2021          | I liga             | 10    | 0      | 0            | 0            | –                  | –                  | 10    | 0      |
| Miedź Legnica         | Ogólnie            | Ogólnie            | 10    | 0      | 0            | 0            | 0                  | 0                  | 10    | 0      |
| Ogólnie w karierze    | Ogólnie w karierze | Ogólnie w karierze | 289   | 20     | 22           | 6            | 4                  | 0                  | 315   | 26     |